# Moyock 300 1964
Moyock 300 1964 var ett stockcarlopp ingående i Nascar Grand National Series (nuvarande Nascar Cup Series) som kördes 13 augusti 1964 på den 0,333 mile (535,912 m) långa ovalbanan Dog Track Speedway i Moyock i North Carolina. Totalt avverkades 99,9 miles (160,773 km) fördelat på 300 varv. Banunderlaget var asfalt. Loppet vanns av Ned Jarrett i en Ford på tiden 1:33.48 körande för Bondy Long. 
Jarretts snitthastighet uppgick till 63,965 mph. Han var vid målgång ensam förare på ledarvarvet, ett varv före tvåan David Pearson. Prispotten uppgick till 4 340 dollar, varav 1 000 dollar gick till segraren.

## Resultat
| Plc     | Nr | Förare           | Team/ bilägare    | Konstruktör | Start | Varv | Ledda varv |
| ------- | -- | ---------------- | ----------------- | ----------- | ----- | ---- | ---------- |
| 1       | 11 | Ned Jarrett      | Bondy Long        | Ford        | 1     | 300  | 43         |
| 2       | 6  | David Pearson    | Owens Racing      | Dodge       | 3     | 299  | 257        |
| 3       | 43 | Richard Petty    | Petty Enterprises | Plymouth    | 2     | 296  | 0          |
| 4       | 82 | Bunkie Blackburn | Casper Hensley    | Pontiac     | 5     | 294  | 0          |
| 5       | 42 | Bill McMahan     | Casper Hensley    | Pontiac     | 8     | 286  | 0          |
| 6       | 72 | Doug Yates       | Doug Yates        | Plymouth    | 4     | 283  | 0          |
| 7       | 88 | Neil Castles     | Buck Baker Racing | Chrysler    | 9     | 277  | 0          |
| 8       | 55 | Wendell Scott    | Scott Racing      | Chevrolet   | 17    | 273  | 0          |
| 9       | 83 | Worth McMillion  | Worth McMillion   | Pontiac     | 10    | 272  | 0          |
| 10      | 02 | Curtis Crider    | Curtis Crider     | Mercury     | 7     | 257  | 0          |
| 11      | 9  | Roy Tyner        | Roy Tyner         | Chevrolet   | 13    | 111  | 0          |
| 12      | 01 | Chuck Huckabee   | Curtis Crider     | Mercury     | 15    |      | 0          |
| 13      | 04 | Don Branson      | i.u.              | Ford        | 16    | 44   | 0          |
| 14      | 78 | Raymond Carter   | Arrington Racing  | Dodge       | 11    | 37   | 0          |
| 15      | 10 | Bernard Alvarez  | Bernard Alvarez   | Ford        | 6     | 36   | 0          |
| 16      | 86 | Steve Young      | Buck Baker Racing | Chrysler    | 14    | 12   | 0          |
| 17      | 49 | Doug Moore       | GC Spencer Racing | Chevrolet   | 12    | 11   | 0          |
| 18      | 34 | Earl Brooks      | Scott Racing      | Ford        | –     | 0    | 0          |
| Källor: |    |                  |                   |             |       |      |            |